# Carlos Fuentes
Carlos Fuentes Macías, född 11 november 1928 i Panama City, Panama, död 15 maj 2012 i Mexico City, var en mexikansk diplomat och professor, och en av Mexikos mest berömda författare vars böcker har översatts till flera språk. Han var en av de ledande och mest inflytelserika författarna inom den latinamerikanska boomen och nämndes ofta som en kandidat till Nobelpriset i litteratur. 1987 tilldelades han Cervantespriset.

## Biografi
Carlos Fuentes föddes i Panama som son till mexikanska diplomater. Han växte därför upp i Washington, Santiago, Quito, Montevideo, Rio de Janeiro och Buenos Aires, där fadern tjänstgjorde som juridisk rådgivare vid de mexikanska ambassaderna. Sommarloven tillbringade han under uppväxten hos sina far- och morföräldrar, varigenom han fick del av den mexikanska folkkulturen. Samtidigt gjorde vistelsen i Washington att han fick starka intryck av amerikansk populärkultur och han imponerades av Franklin D. Roosevelts agerande i samband med en konflikt om förstatligandet av den mexikanska oljeindustrin 1938, vilket blev en viktig vändpunkt för relationerna mellan USA och Mexiko. Under faderns olika stationeringar fick Fuentes tidigt en insikt om skillnaderna mellan olika länder och samtidigt en stark upplevelse av en gemensam latinamerikansk identitet. Redan i unga år beslutade han sig för att bli författare, men råddes att först utbilda sig till jurist. Vid sexton års ålder återvände han till Mexiko, där han bodde till 1965. Han började studera juridik vid Nationaluniversitetet i Mexiko, och sedan internationella relationer i Genève.
1965 gick han i föräldrarnas fotspår, och blev diplomat. Han tjänstgjorde som direktör för internationella kulturella relationer i London, Paris, och andra huvudstäder. Vid sidan av sin diplomatiska karriär författade han, och när han slog igenom 1958, lämnade han sin tjänst. På grund av sin häftiga kritik mot västvärlden, vägrades han under långa tider inresetillstånd till USA och till flera europeiska länder. Under en tid fäste han sin tillit till Fidel Castros kommunistiska revolution, men omvärderade detta ställningstagande, och tog senare tydligt avstånd från politiken på Kuba.
Han blev också god vän med den berömde nordamerikanske sociologen C. Wright Mills, och dedicerade sin bok Artemio Cruz död till Mills.
Han blev med tiden en av världens mest framstående författare, varför mexikanska regeringen drog nytta av honom och utsåg honom till ambassadör i Paris, vilket han var 1975–1977. Han lämnade tjänsten i protest mot att Mexikos förre president Gustavo Díaz Ordaz, som ansågs vara ansvarig för Tlatelolcomassakern 1968, hade utsetts till ambassadör i Spanien.
Fuentes föreläste vid ett flertal universitet, som Brown, Princeton, Harvard, Columbia, och Cambridge. Vid det senare universitetet hade han en professur, och likaså vid Harvard och Brown University. Han deltog flitigt i det offentliga samtalet som föreläsare och debattör. Han hade en kolumn i den mexikanska dagstidningen La Reforma och medverkade regelbundet i El País med essäer om politik och kultur. Han var en skarp kritiker av vad han menade vara amerikansk kulturell och ekonomisk imperialism, särskilt med avseende på Latinamerika. Han erhöll en lång rad priser och utmärkelser, bland annat Cervantespriset, Prinsen av Asturiens pris, franska Nationalförtjänstorden och den mexikanska regeringens högsta utmärkelse Belisario Domínguez hedersmedalj.
Vid sin död var han gift med journalisten Sylvia Lemus, som var hans andra hustru. De delade sin tid mellan hem i Mexico City och London. De hade två barn som båda dog i vuxen ålder av naturliga orsaker. Deras son Carlos Fuentes Lemus dog 1999 av komplikationer från hemofili, och deras dotter Natasha Fuentes dog 2005. Fuentes var tidigare (1959–1973) gift och hade en dotter med skådespelaren Rita Macedo.

## Författarskap
Carlos Fuentes debuterade 1954 med novellsamlingen Los días enmascarados. Han slog igenom vid 29 års ålder med sin första roman La región mas transparente (1958; Där luften är klarast 1987). I denna och senare romaner, som alla anknyter till Mexiko, revolutionen och kolonialismen, experimenterar Fuentes med romanens uttrycksmedel, och häver stundom kausalitetens lagar, även självklara enheter som tiden och rummet. Han förs därför ofta till den latinamerikanska stilen magisk realism, tillsammans med bland andra Gabriel Garcia Marquez och Mario Vargas Llosa. Vissa kritiker menar dock att han har mer gemensamt med den modernistiska europeiska berättartraditionen och han har också kallats för ”Mexikos Balzac”.
Hans litterära experiment har även i en postmodern tradition inbegripit berättaren och karaktärerna, för att undersöka historien, identiteten och samhället. Mest framträdande är detta i romanerna La muerte de Artemio Cruz (1962; Artemio Cruz död) och Cambio de piel (1967; Ömsa skinn). Den förra är en modernistiskt utformad skildring av en före detta mexikansk revolutionsofficers svekfulla liv. Den senare är en experimentell roman som rör sig mellan mexikansk samtid och mytisk aztekisk förhistoria. I sin mest omfångsrika roman Terra Nostra (1975) upphäver han alla fysiska lagar, och blandar element från olika tider och rum, fiktion och historia.
Utöver dessa stora verk skrev Fuentes en rad andra romaner, novellsamlingar, essäer och kulturkritiska arbeten samt filmmanus och skådespel vilka samlades under den gemensamma rubriken La Edad del Tiempo. Han var en mångsidig författare och en skicklig pastischör. La cabeza de la hidra (1978; Hydrans huvud) är en agentroman som handlar om spelet kring Mexikos oljerikedomar. Kortromanen Aura (1962) är en romantisk och drömlik berättelse som anknyter till symbolismen. I denna och andra romaner som Terra Nostra och Una familia lejana (1980) är ett dubbelgångarmotiv för att undersöka identitetsproblemet ett centralt tema. Las buenas conciencias (1959) är en utvecklingsroman från en mexikansk landsortsstad i traditionell berättarstil. Zona sagrada (1967) är en roman med mytiska inslag och förbryllande stilbrytningar som handlar om en filmskådespelerska och hennes son. Gringo viejo (1985; Den gamle gringon 1986), blev hans första stora framgång i USA, och romanen filmatiserades 1989. Cristóbal Nonato (1987; Christofer ofödd) är en social satir i postmodernistisk stil inspirerad av Tristram Shandy. Den ofödde Cristobál är romanens berättare och ramberättelsen omspänner de nio månaderna från hans konception till hans födelse på 500-årsdagen av Amerikas upptäckt 1992. La campaña (1990; Fälttåget) är första delen av en historisk romantrilogi om den revolutionära latinamerikanska frigörelsekampen. Diana o la cazadora solitaria (1994; Diana: gudinnan som jagar ensam) är en lätt förtäckt skildring av en kärlekshistoria som Fuentes hade med skådespelaren Jean Seberg. I Los años con Laura Díaz (1999; Åren med Laura Díaz) väver han samman en familjs öde, en kvinnas väg till självständighet och Mexikos omvälvande 1900-talshistoria.
I sina essäer skrev Fuentes om både litteratur, politik och latinamerikansk historia. 1992 skrev han och presenterade The Buried Mirror, en TV-dokumentär i fem delar om den spanskspråkiga världens historia.

## Politisk åskådning
Carlos Fuentes sympatiserade till en början med Fidel Castros Kuba, men den goda relationen bröts 1971 när Fuentes protesterade mot regimens behandling av poeten Heberto Padilla. På grund av sitt tidigare medlemskap i Mexikos kommunistiska parti var Fuentes under många år övervakad av FBI och nekades flera gånger inresetillstånd till USA. Fuentes senare hållning var emellertid mer av ideologisk än politisk art i sitt försvar av rättvisa och grundläggande mänskliga rättigheter. Han stödde den indianska Zapatistarmén i Chiapas, men riktade en stark kritik mot USA:s immigrationspolitik, George W. Bush krig mot terrorism och sitt eget lands misslyckade drogbekämpning. Han kritiserade även Venezuelas president Hugo Chavez som han kallade för en "tropikens Mussolini".

## Död och eftermäle
Carlos Fuentes avled den 15 maj 2012 efter att ha drabbats av plötslig inre blödning. Flera presidenter, nobelpristagare och författarkollegor uttryckte sin sorg. Mexikos president Felipe Calderón sade "Jag sörjer djupt bortgången av vår älskade och beundrade Carlos Fuentes, en universell mexikansk författare". Frankrikes president François Hollande sade att Fuentes "var en stor vän av vårt land" som "med stor glöd försvarade idén om den enkla och värdiga mänskligheten". Nobelpristagaren och Fuentes nära vän Mario Vargas Llosa mindes honom med följande ord: "Förlusten av honom är en förlust av en författare som lämnat ett djupt avtryck. Hans berättelser, romaner och essäer är huvudsakligen inspirerade av Mexikos historia, men han var en universell man som kände till litteratur från många länder och många språk och som ständigt var engagerad i alla de stora politiska och kulturella problemen i hans tid.

## Priser och utmärkelser i urval
- Xavier Villaurrutias pris 1976
- Rómulo Gallegos pris 1977
- Hedersdoktor vid Harvard University 1983
- Miguel de Cervantes pris 1987
- Nationalförtjänstorden (Frankrike) 1992
- Prinsen av Asturiens pris 1994
- Belisario Domínguez förtjänstmedalj 2002
- Isabella den katolskas orden 2009